# Accord de réconciliation (Yémen)
Pour les articles homonymes, voir Accord de réconciliation.
 L'Accord de réconciliation de 1994 a été signé après l'unification du Yémen le 20 janvier 1994, en Jordanie, dans le but de mettre fin à la crise politique entre les deux Yémen. Il est signé par le  Président Yéménite, Ali Abdallah Saleh, et son adjoint, Ali Salem al-Beidh[réf. nécessaire] .